# Шкала засобу вимірювань

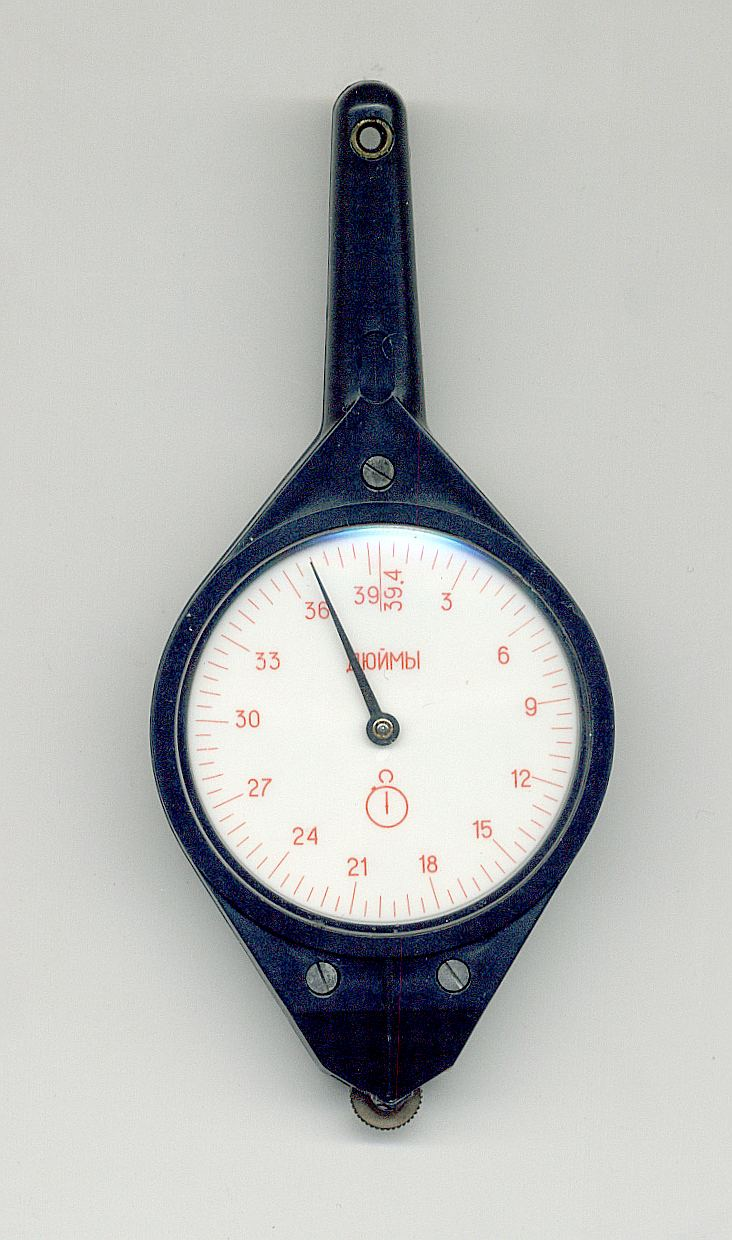
Циферблат (шкала) курвіметра

Шкала́ за́собу вимі́рювань — частина показувального пристрою у вигляді впорядкованої сукупності позначок разом із пов'язаною з нею певною послідовністю чисел.  Відмітки на шкалах можуть бути нанесені рівномірно (рівномірна шкала) або нерівномірно (нерівномірна шкала).
Шкали можуть розташовуватися по колу, дузі або прямої лінії. Покази відраховуються неозброєним оком при відстанях між поділками до 0,7 мм, при менших — за допомогою лупи або мікроскопа, для оцінки долей поділок застосовують додаткові шкали — ноніуси. Колову шкалу годинника, курвіметра та деяких інших приладів називають циферблатом.

## Елементи шкали

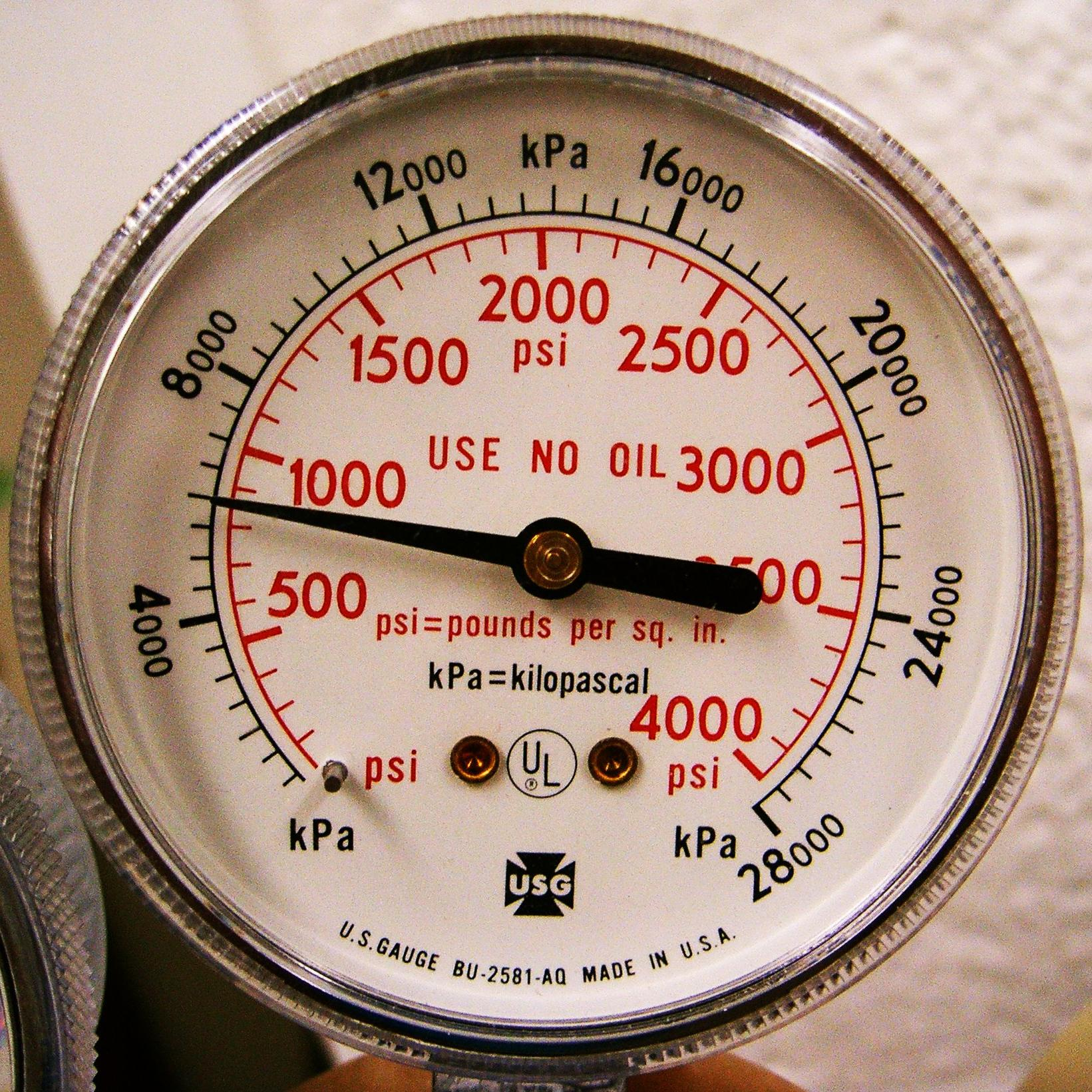
Колова шкала манометра

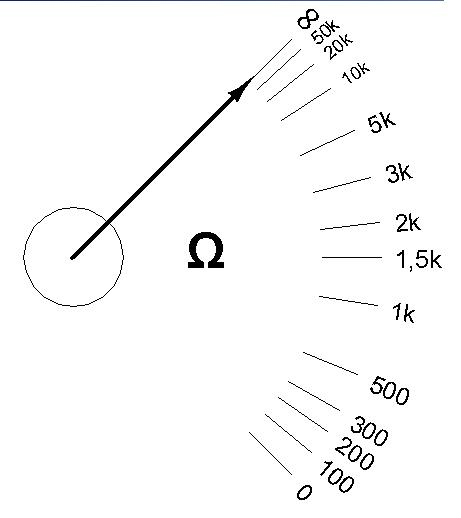
Нерівномірна шкала омметра

Відмітка шкали (відмітка) — знак на шкалі засобу вимірів (риска, зубець, крапка та ін.), що  відповідає деякому значенню фізичної величини. Позначку шкали засобу вимірювань, біля якої проставлене число, називають числовою відміткою шкали, а проміжок між двома сусідніми відмітками шкали засобу вимірювань називається поділкою шкали.
Розрізняють 
- початкове значення шкали — найменше значення вимірюваної величини, яке може бути відлічене за шкалою засобу вимірювань;
- кінцеве значення шкали — найбільше значення вимірюваної величини, яке може бути відлічене за шкалою засобу вимірювань. Так, наприклад, для ртутного медичного термометра початковим значенням шкали є 34,3 °C, а кінцевим значенням шкали є 42 °C;
- нульова відмітка — відмітка шкали, що відповідає нульовому значенню вимірюваної величини;
- поділка шкали — проміжок між двома сусідніми відмітками шкали;
- ціна поділки шкали — різниця значень величини, що відповідають двом сусіднім поділкам шкали;
- довжина шкали — довжина лінії, що проходить через центри всіх найкоротших відміток шкали і обмежена початковою і кінцевою відмітками. Лінія може бути реальною або уявною, кривою чи прямою.

## Види шкал засобів вимірювань
- Одностороння шкала — шкала з нульовою відміткою, розташованою на початку або в кінці шкали
- Двостороння шкала — шкала з нульовою відміткою, розташованою між початковою і кінцевою відмітками. Розрізняють двосторонні шкали:
  - симетричні — початкова та кінцева позначки відповідають однаковим значенням вимірюваної величини;
  - несиметричні — початковій та кінцевій відміткам відповідають різні значення.

## Властивості шкал
Характер шкали — функціональна залежність a = f(х) між лінійною (або кутовою) відстанню a будь-якої позначки від початкової відмітки шкали, вираженою в долях всієї довжини шкали, і значенням х вимірюваної величини, що відповідає цій позначці:
- рівномірна шкала — шкала, відмітки на якій нанесені рівномірно;
- нерівномірна шкала — шкала, відмітки на якій нанесені нерівномірно;
- логарифмічна або гіперболічна шкала — шкала з поділками що звужуються, що характеризуються тим, що відмітка, відповідна півсумі початкового і кінцевого значень розташована між 65 і 100 відсотками довжини шкали. Слід зауважити, що вислів «логарифмічна шкала» використовується і по відношенню до іншого значенням терміну «шкала» (див. Логарифмічна шкала);
- степенева шкала — шкала з поділками, що розширюються або звужуються, але не підпадає під визначення логарифмічної (гіперболічної) шкали.